# وترميد (باكينجهامشير)
وترميد (بالإنجليزية: Watermead, Buckinghamshire)‏ هي قرية و أبرشية مدنية تقع في المملكة المتحدة في إنجلترا.  يقدر عدد سكانها بـ 2,343 نسمة .